# Kaizlovy sady

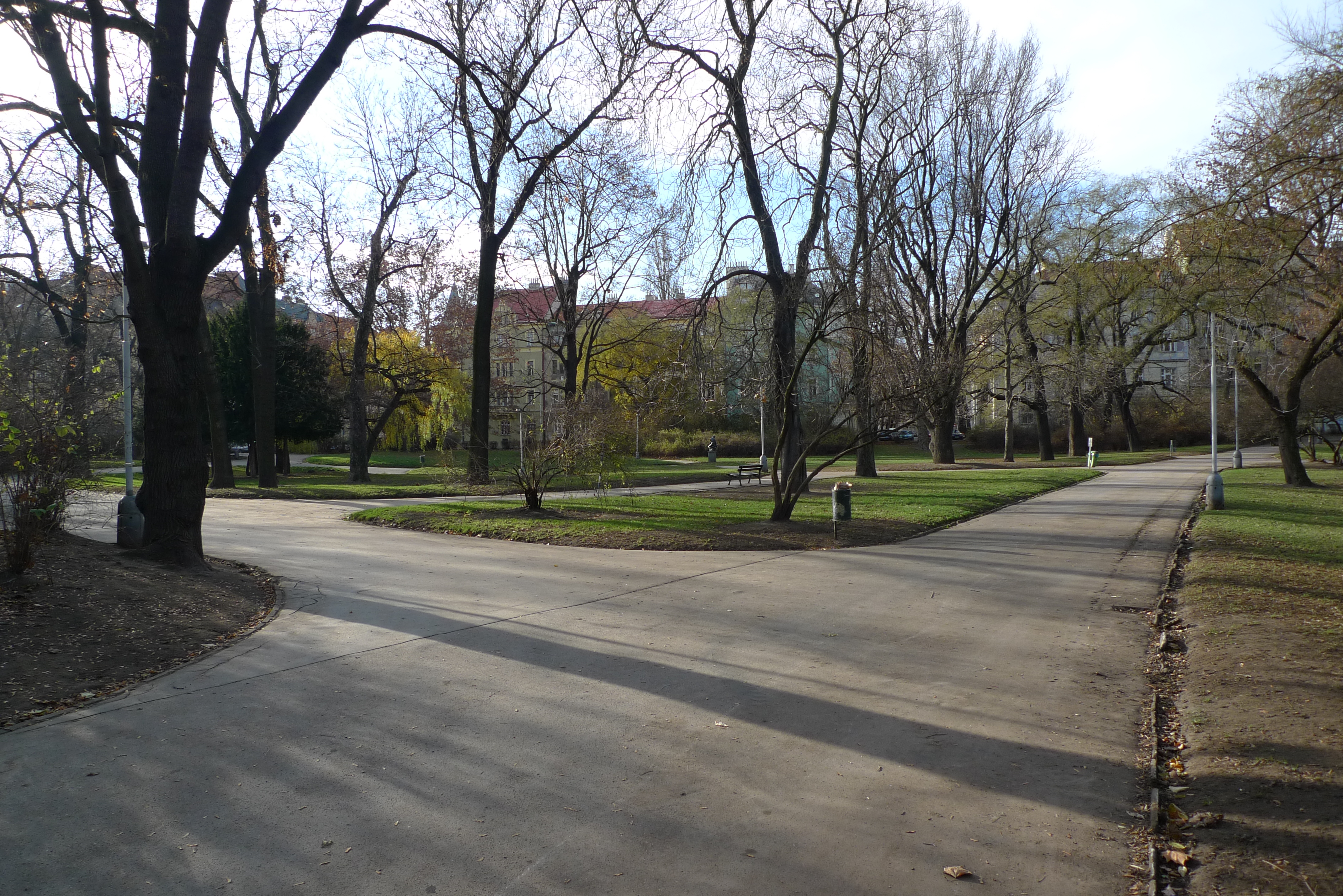
Kaizlovy sady před rekonstrukcí v roce 2009

Kaizlovy sady jsou veřejný park v Praze 8-Karlíně. Nacházejí se na západ od budovy Invalidovny mezi ulicemi U Invalidovny, Sokolovská a Hybešova. Mají rozlohu 1,7 ha a leží v nadmořské výšce 186 metrů. Pojmenovány byly podle univerzitního profesora a právníka Josefa Kaizla. Navazují na park před Invalidovnou, před rokem 1989 nesly oba parky název Hakenovy sady.

## Historie parku
Před rokem 1823 se zde nacházely zahrady a pole. Po dokončení budovy Invalidovny tento prostor sloužil jako vojenská střelnice. Po odstěhování střelnice do Kobylis (Kobyliská střelnice) v roce 1901 zde vzniknul čtvercový park, který byl projektován architektem Juliem Krýsou.

## Umělecké prvky vKaizlových sadech
V parku je umístěna socha Břetislava Bendy Vzpomínka. Jedná se o bronzový akt sedící dívky z roku 1960, který sem byl umístěn v roce 1964. V zadní části parku se nalézá betonové jezírko nepravidelného tvaru.

## Revitalizace
V letech 2010 a 2011 zde proběhla revitalizace sadů, kterou financovala městská část Praha 8 za přispění fondů Evropské unie. Podle územního plánu se v budoucnu mají Kaizlovy sady rozšířit za ulici Sokolovskou na Rohanský ostrov. V rámci revitalizace zde bylo vybudováno moderní dětské hřiště.

## Název sadů
Od svého založení v roce 1906 do roku 1952 nesl park název Kaizlovy sady podle národohospodáře a politika Josefa Kaizla. V období socialismu v letech 1952–1991 park nesl název Hakenovy sady podle politika Josefa Hakena, v roce 1991 mu byl vrácen původní název.
V některých mapách jsou názvy Hakenovy sady či Kaizlovy sady vztahovány i na park před Invalidovnou, OpenStreetMap a mapy.idnes.cz dokonce západní část nazývá Kaizlovy sady a park před Invalidovnou nazývá Hakenovy sady.

## Okolí
Na jižní straně na sady navazuje areál Národního domu v Karlíně, již po řadu let využívaného Českým rozhlasem.
Pod prostranstvím prochází trasa B Pražského metra mezi blízkou stanicí Invalidovna a stanicí Křižíkova.

## Fotogalerie

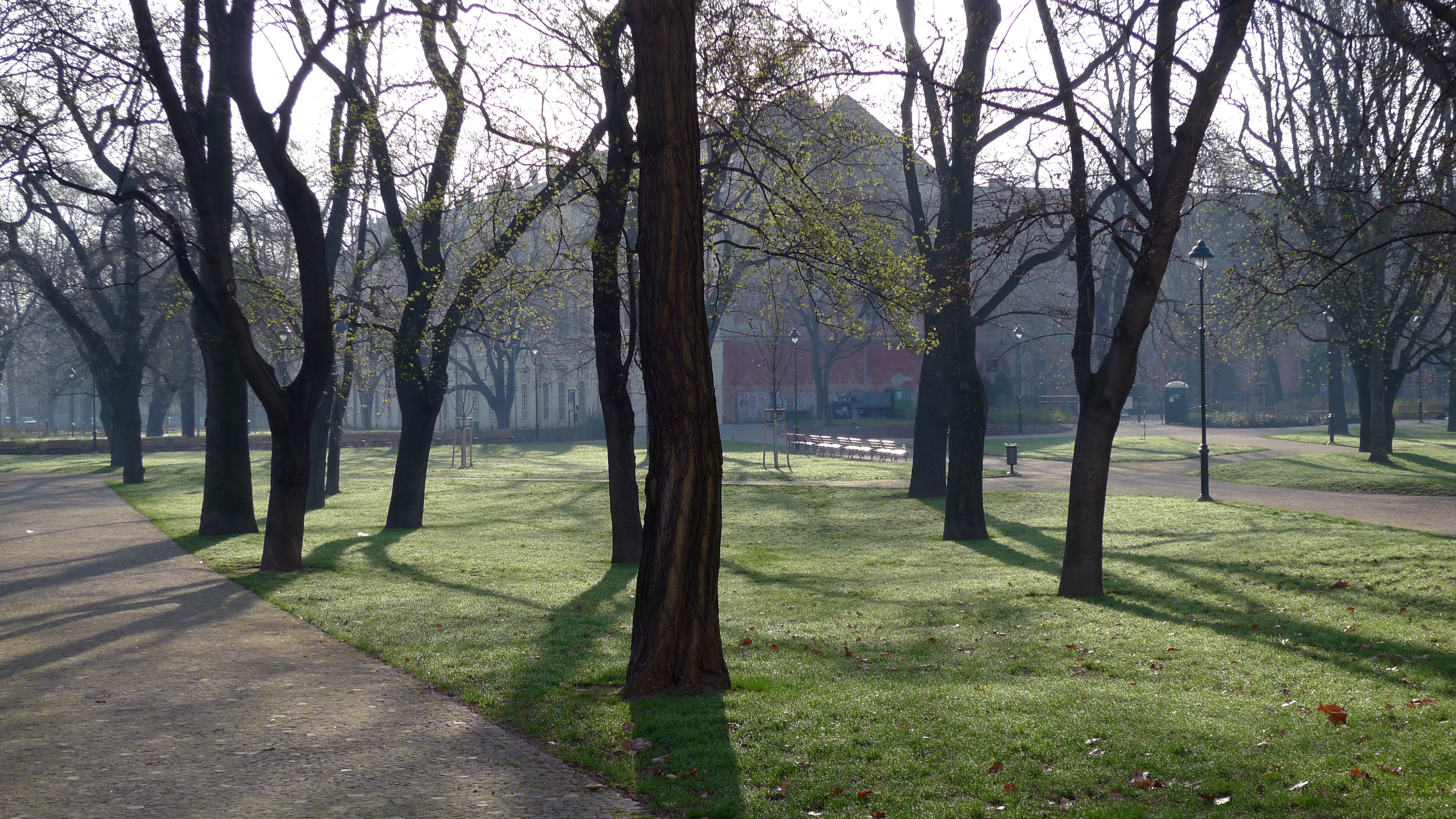
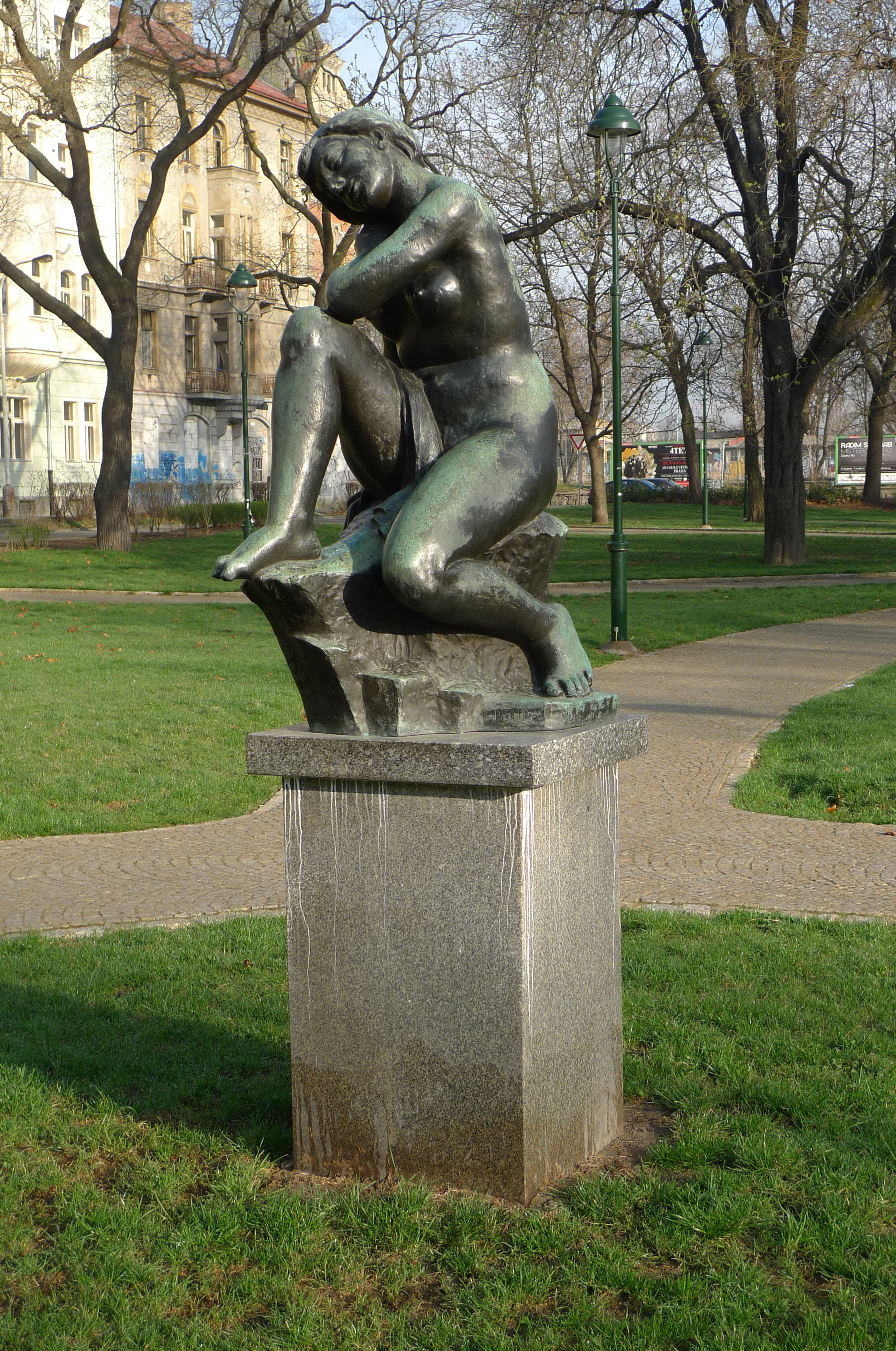